# Euneophlebia spatulata
Euneophlebia spatulata là một loài bướm đêm trong họ Noctuidae.